# سواری مجانی

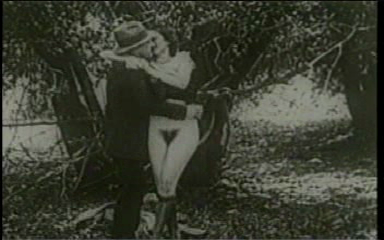
راننده و یکی از خانم های مسافر در زیر درخت.

سواری مجانی (انگلیسی: A Free Ride) یک فیلم صامت در سبک پورنوگرافی است که در سال ۱۹۱۵ منتشر شد. این فیلم سیاه، سفید از نخستین فیلم‌های هاردکور است که هنوز وجود دارد و نگاتیوهای آن از بین نرفته است. در فهرست عوامل فیلم عناوین مستعار مانند «یک مرد عاقل» و «دختران سرزنده» آورده شده است و عوامل فیلم ناشناخته مانده‌اند. محل فیلمبرداری نیز ناشناخته است گرچه گمان می‌رود که نیوجرسی باشد. این فیلم در مراسم افتتاح موزه سکس اکران شد. «لیزا آپنهیم» فیلم را در سال ۲۰۰۴ بازسازی کرد.

## موضوع فیلم
یک راننده در حاشیهٔ جاده دو زن را سوار می‌کند. ابتدا خودش ادرار می کند و خانم ها ادرار او را می بینند. و سپس خانم‌ها در میانهٔ راه برای ادرار کردن پیاده می‌شوند. راننده با تماشای ادرار کردن آنها تحریک شده و با آنها رابطهٔ جنسی برقرار می‌کند.